# Multiaxiale Schmerzklassifikation
Die Multiaxiale Schmerzklassifikation (MASK) ist ein halbstrukturiertes Klassifikationssystem zur Diagnostik chronischer Schmerzen. Es wurde als Ergänzung zum ICD-10 entwickelt und ermöglicht eine integrative Benennung psychischer und somatischer Faktoren des Schmerzes. Es gliedert sich in folgende drei Teile: MASK-Schmerzdiagnose, MASK-P (psychosoziale Dimension) und MASK-S (somatische Dimension). Die MASK wurde in Deutschland entwickelt von der Deutschen Gesellschaft zum Studium des Schmerzes (DGSS). Sie stelle derzeit das beste verfügbare Klassifikationssystem dar. Das System basiere im Wesentlichen auf einer phänomenologischen Einteilung, da die Pathogenese vieler Schmerzerkrankungen nicht vollständig geklärt ist. Ein Vorteil sei, dass das System bereits zu einem frühen Klassifizierungszeitpunkt (Erstgespräch) eine nur grobe Einteilung bei geringem Kenntnisstand ermöglicht, wodurch eine voreilige oder überdifferenzierte Einstufung verhindert werden soll, die möglicherweise falsche diagnostische oder therapeutische Konsequenzen nach sich ziehen könnte.

## MASK-Schmerzdiagnose
Die Schmerzdiagnose bestehe aus einer fünf- bis sechsstelligen Ziffer. Die Diagnose wird mit jeder Ziffer genauer. Eine voreilige oder überdifferenzierte Diagnose sollte jedoch vermieden werden und nur so viele Stellen genutzt werden, wie es dem aktuellen Diagnosestand entspricht.

## MASK-S
Das somatische Achsensystem untergliedert sich in folgende Achsen:
- Schmerzlokalisation
- Topographie
- Zeitliche Charakteristik
- Pathogenese
- Schmerzqualität
- Neurologische Zusatzbefunde

## MASK-P
MASK-P gliedert sich in verschiedene inhaltliche Ebenen:
- motorisch-verhaltensmäßige Schmerzverarbeitung
- emotionale Schmerzverarbeitung
- kognitive Schmerzverarbeitung
- krankheitsbezogene Metakognitionen
- aktuelle Stressoren
- Traumata / Belastungen in der Lebensgeschichte
- habituelle Personenmerkmale
- maladaptive Streßverarbeitung
- psychophysiologische Dysregulation
- Konflikt-Verarbeitungsstil
- MASK-P-Diagnosen: funktionale Zusammenhänge.